# Abenteuer unter Wasser
Abenteuer unter Wasser (Originaltitel: Sea Hunt) ist eine US-amerikanische Fernsehserie von 1958 bis 1961. Hauptfigur ist der Taucher Mike Nelson, der im Auftrag von Versicherungsgesellschaften, Bergungsunternehmen und Regierungsstellen gegen kriminelle Machenschaften unter Wasser kämpft und dabei mit gefährlichen menschlichen Widersachern und auch Tieren aneinandergerät. Im Mittelpunkt stehen immer wieder Kampfszenen unter Wasser, die der Froschmann (so die damals geläufige Berufsbezeichnung für Taucher) Nelson zu bestehen hat.

## Inhalt
Der ehemalige Kampfschwimmer Mike Nelson macht sich vier Jahre nach seinem Dienst bei der Navy selbstständig. Er nimmt Aufträge aller Art an, so birgt er Fahrräder oder Nuklearsprengköpfe, rettet Tiere und Menschen in Not unter Wasser. Jede Folge endet mit einem Plädoyer für den Schutz der Ozeane.

## Produktion und Veröffentlichung
Die Serie wurde von 1958 bis 1961 von United Artists Television produziert, die meisten Folgen unter der Regie von Leon Benson. David Rose komponierte die Musik, die Idee zur Serie stammt von Ivan Tors. Das Unternehmen ZIV Television Programms war an der Produktion beteiligt. Die Dreharbeiten fanden an verschiedenen Orten statt, zumeist in Florida oder der amerikanischen Westküste. Insgesamt wurden 155 Folgen produziert.
Die Sendung lief vom 4. Januar 1958 bis zum 23. September 1961 auf Regionalsendern in den USA. 1959 bis 1964 wurden 75 Folgen der Serie im Vorabendprogramm der ARD ausgestrahlt. Außerdem erfolgte eine Ausstrahlung im französischen Fernsehen.
2008 erschien die Serie in den USA auf DVD.